# 凤城乡
凤城乡，是中华人民共和国山西省临汾市侯马市下辖的一个乡镇级行政单位。

## 行政区划
凤城乡下辖以下地区：
凤城村、西韩村、南杨村、城小村、林城村、香邑村、河东村、柳沟坡村、东城村、西城村、南王村、北王村、西赵村和南上官村。